# Tunke (Einheit)
Tunke war ein russisches Volumenmaß in Livland für Flüssigkeiten.
- 1 Tunke = ⅓ Wedro[1] = 5 Flaschen
- 1 Batman = 1 7/9 Tunken